# 四氢化萘
四氢化萘（英語：Tetralin），又稱萘滿，化學式为C10H12，由一个苯环和一个环己烷并合而成，可看作萘中一个环被完全加氢得到的产物。

## 生产
四氢化萘的合成方法有：
- Bergman环化反应
- Darzens四氢化萘合成（Darzens tetralin synthesis），1-芳基-4-戊烯用浓硫酸处理，发生分子内成环反应[1]

- 工业上，氢气在铂催化下，对萘的部分氢化来生产四氢化萘。

人们就如何将萘氢化为四氢化萘做了大量的工作，最终的产物中随着反应的压强和温度的变化，会得到不同比例的萘、四氢化萘、十氢化萘的混合物。如果使用CoO + MoO3 + Al2O3或WS2 + NiS + Al2O3作为催化剂，则温度应控制在300-370℃。

## 应用
四氢化萘常被用来作为溶剂使用。